# Lispeth
Lispeth è una racconto scritto da Rudyard Kipling. Fu pubblicato per la prima volta in India nel 1886 sul quotidiano The Civil and Military Gazette.

## Trama
La storia è ambientata a Kotgarh, una valle in prossimità di Simla. Qui vivono Jadeh e Sonoo, un uomo e una donna "di collina", indiani che, dopo che una delle loro raccolte di mais andò male, si convertirono al Cristianesimo. Avevano una figlia, chiamata Lispeth. Presto morirono di colera, lasciando Lispeth così a soggiornare alla missione cristiana, facendola crescere dal cappellano e da sua moglie.
Passano gli anni e Lispeth cresce in bellezza, differendo dalle altre ragazze bianche della sua età: ad esempio, faceva delle lunghe passeggiate, arrivando a percorrere anche venti-trenta miglia per comprare, mentre le altre ragazze ne percorrevano al massimo un miglio e mezzo. Durante una delle sue passeggiate sulla "Bagi road", Lispeth trova un uomo inglese ferito e svenuto a terra. Lispeth lo porta così dal cappellano e annuncia di aver deciso che quell'uomo diventerà il suo marito. Lispeth e il cappellano guarirono l'uomo inglese e qualche settimana dopo, quando l'uomo fu in prossimità di partire promise a Lispeth che sarebbe tornato per sposarla, poiché la amava.
Passati alcuni mesi però l'uomo non era ancora tornato, così la moglie del cappellano disse a Lispeth che lui non la amava. Lispeth allora si rese conto che l'uomo inglese, il cappellano e sua moglie le avevano mentito e, sentendosi tradita dal cristianesimo, si riconvertì al paganesimo. Alla fine dell'opera Lispeth si sposa con un tagliatore di legna che la picchia, facendole perdere presto la sua bellezza. Kipling suggerisce anche che egli ha sentito questa storia da Lispeth stessa, che "Quando era sufficientemente ubriaca poteva a volte essere indotta a raccontare la storia del suo primo affare d'amore".